# Milan Elleder
Prof. MUDr. Milan Elleder, DrSc., (5. prosince 1938 Praha – 25. září 2011 Praha) byl český lékař a profesor patologie zaměřující se na molekulárně biologickou úroveň buňky, bývalý proděkan pro vědeckou práci a výzkum 1. lékařské fakulty Univerzity Karlovy a vedoucí Ústavu dědičných poruch metabolismu 1. LF UK a VFN v Praze.

## Osobní život
V letech 1957 až 1964 vystudoval Fakultu všeobecného lékařství Univerzity Karlovy v Praze. Po promoci nastoupil jako sekundář na I. patologicko-anatomický ústav FVL UK, kde působil v různých pozicích až do roku 1994. Poté se stal přednostou Ústavu dědičných poruch metabolismu 1. LF UK a VFN, ve kterém se věnoval zejména genetickým poruchám s důrazem na lyzozomální systém buňky.
V roce 1981 obhájil kandidátskou práci Histochemie lipidů. Metodologická studie a význam pro diagnostiku poruch metabolismu lipidů (CSc.), roku 1988 pak doktorskou práci na téma Niemannova-Pickova nemoc. Heterogeneita střádacího procesu a nové fenotypové varianty (DrSc.). Habilitační řízení podstoupil v roce 1989 (docent) a jmenovací řízení v oboru patologie na Univerzitě Karlově roku 2001 (profesor).
Po sametové revoluci v období 1990 až 1996 zastával funkci proděkana pro vědeckou práci a výzkum 1. LF UK.
Na Univerzitě Karlově se stal spoluzakladatelem postgraduálního studia v biomedicíně. Od roku 2002 byl členem Učené společnosti České republiky. Také byl přítomen v České lékařské akademii. Figuruje v Stanfordském celosvětovém seznamu 2% celoživotně nejcitovanějších vědců.

## Ocenění
- 1974, 1982, 1990 – Cena Společnosti československých patologů
- 1986 – Cena Ministerstva zdravotnictví ČSR
- 1995 – Cena Československé neurologické společnosti za nejlepší neurologickou publikaci roku
- 1999 – Cena za přednášku na mezinárodního sjezdu o mukopolysacharidosách ve Vídni
- 2001 – Cena Učené společnosti České republiky
- 2002 – člen Učené společnosti České republiky[2]
- 2006 – Medaile za výsledky ve výzkumu molekulární biologie, Ministerstvo školství, mládeže a tělovýchovy České republiky
- 2008 – Stříbrná medaile Univerzity Karlovy